# Недоброе дело
Недоброе дело — рассказ Антона Павловича Чехова. Написан в 1887 году, впервые опубликован в 1887 году в «Петербургской газете» № 59 от 2 марта с подписью А. Чехонте.

## Сюжет
Ночь. Сторож кладбища, находясь на дежурстве, встречает человека, который представился заблудившимся странником. Незнакомец попросил сторожа проводить его до выхода с кладбища, а затем сказал, что он — повесившийся недавно слесарь Губарев, восставший из могилы. Впоследствии оказывается, что своими действиями «странник» отвлекал сторожа, чтобы позволить сообщникам ограбить местную церковь. После того, как воры заканчивают своё дело, «странник» отпускает перепуганного сторожа и скрывается.
Описанная в рассказе Полевщинская церковь, находящаяся близ Дарагановского леса, недалеко от Бабкина — вероятный прообраз церкви из рассказа «Ведьма».

## Отзывы и критика
Д. В. Григорович писал Чехову в марте 1887 года:

На днях меня, больного, посетил Маслов и передал мне с восторгом рассказ Ваш, напечатанный в «Петерб[ургских] ведомост[ях]» (дело происходит ночью на кладбище). Обидно, что не читал его; но сколько можно судить по рассказу Маслова, — должно быть очень хорошо.— Слово, сб. 2, стр. 205
Затем, прочитав рассказ в сборнике «В сумерках», Григорович написал Чехову из Ниццы 30 декабря 1887 года (11 января 1888 года): 

По целости аккорда, по выдержке общего сумрачного тона рассказ «Недоброе дело» — просто образцовый; с первых страниц не знаешь еще, что будет — а уже невольно становится жутко и душою овладевает предчувствие чего-то недоброго.— «Слово», сб. 2, стр. 208
В. А. Гольцев причислил «Недоброе дело» к рассказам, которые «очень хороши». Анонимная рецензия называло «Недоброе дело» простым анекдотом, но «очень живо рассказанным».
Похожий отзыв о рассказе написал К. К. Арсеньев:

…в основании «Недоброго дела», бесспорно, лежит анекдот, но он вставлен в красивую оправу непроглядно темной ночи, и центром тяжести его служит не столько «происшествие» — ловкий обман, жертвой которого сделался кладбищенский сторож, — сколько мрачный юмор, звучащий в речах обманщика.— «Вестник Европы», 1887, № 12, стр. 770
.